# Природа

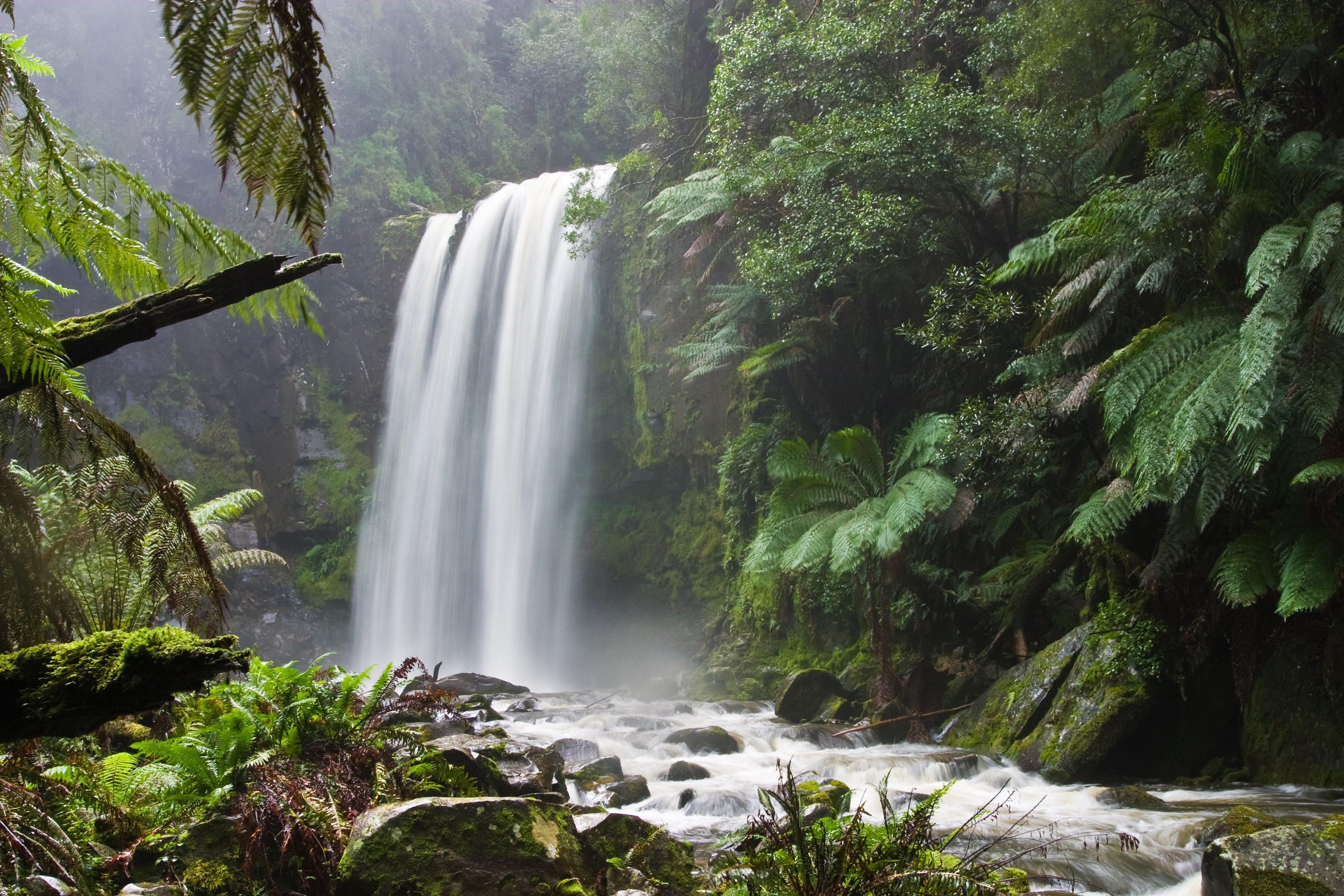
Водопад Хоптаун-Фолс, Австралия

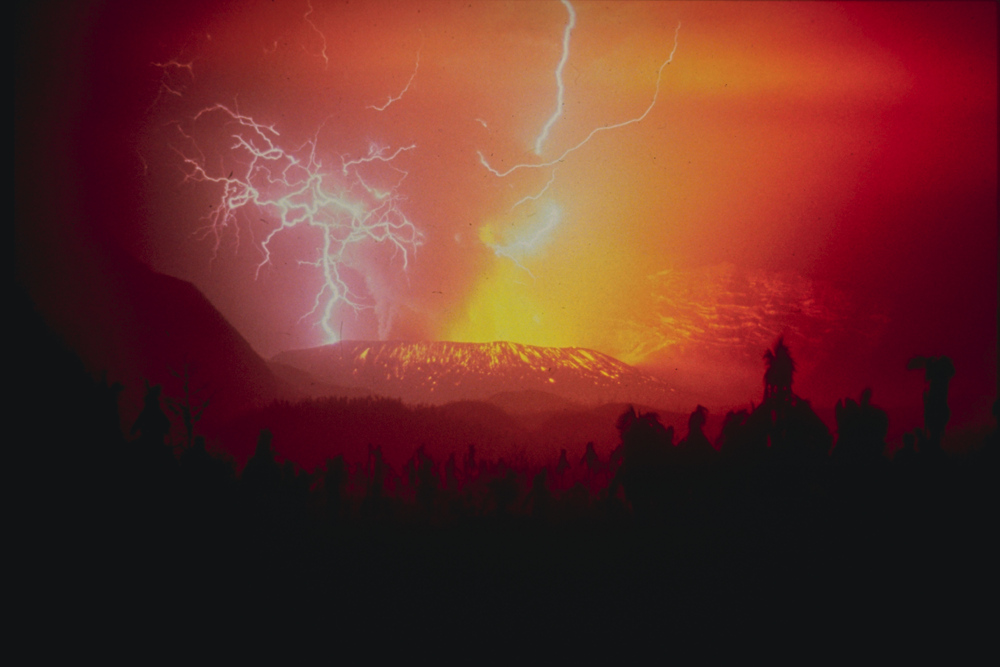
Удар молнии во время извержения большого вулкана Галунггунг, Западная Ява, 1982 год

Приро́да — материальный мир Вселенной, в сущности — основной объект изучения естественных наук.
В быту слово «природа» часто употребляется в значении естественная среда обитания (всё, что не создано человеком).

## История
Царства природы в естествознании.
- В 1735 году Карл Линней в книге Система природы выделил три царства:

1. Минеральное — царство ископаемых или мёртвое царство (неживая природа);
2. Растительное — царство произрастателей;
3. Животное — царство животных.

- В 1883 году[1] В. В. Докучаев добавил четвёртое царство: Почвы — биокосное царство.
- В 1866 году Геккель добавил царство Протистов.
- В 1938 году Герберт Копеланд добавил царство Монера или Дробянки. Дробянки — одноклеточные, доядерные организмы. Туда он поместил бактерий, архей.
- Роберт Уиттекер выделил царство грибов: грибы — организмы, имеющие признаки животных и растений.
- В 1977 году царство Дробянки разделили на два царства: Археи/Архебактерии и Эубактерии/Бактерии, которые отличаются по ряду биохимических и молекулярных признаков. Позже установили, что от архей произошли эукариоты[2].
- В 1998 году царство Протистов разделились на два царства: Простейшие и Хромисты.

## Земля

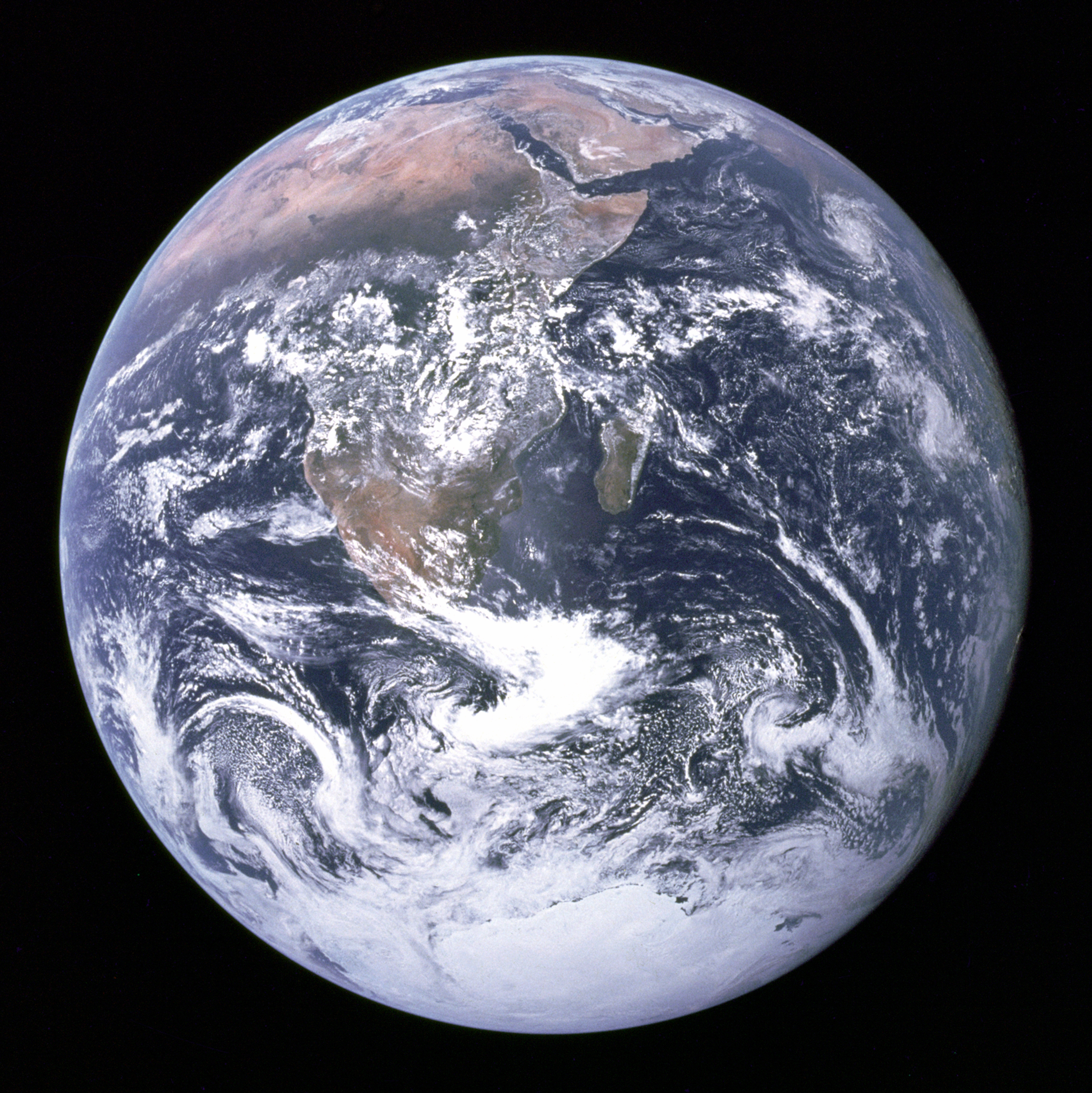
Фотография Земли, сделанная в 1972 году экипажем «Аполлона-17»

Земля — единственная известная в настоящий момент планета, на которой есть жизнь. Её природные особенности являются предметом многих научных исследований. Это третья по счёту от Солнца планета Солнечной системы и крупнейшая по диаметру, массе и плотности среди планет земной группы. Основные климатические особенности Земли заключаются в наличии двух больших полярных регионов, двух относительно узких умеренных зон и одного широкого экваториально-тропического региона. Количество осадков на планете варьируется в широких пределах в зависимости от местоположения и колеблется от миллиметра до нескольких метров осадков в год. Около 71 % поверхности Земли занимает океан. Остальная часть состоит из континентов и островов, причём большая часть суши, населённой людьми, находится в северном полушарии.
Эволюция Земли происходила посредством геологических и биологических процессов, которые оставили следы первоначальных условий. Поверхность планеты разделена на несколько непрерывно движущихся литосферных плит, что приводит к периодическому слиянию и разъединению континентов. Внутренняя часть Земли состоит из толстого слоя расплавленной мантии и железного ядра, генерирующего магнитное поле.
Состав текущей атмосферы был существенно изменён по сравнению с первоначальной посредством жизнедеятельности различных форм жизни, которые создают экологическое равновесие, стабилизирующее условия на поверхности. Несмотря на значительные различия в климате в зависимости от широты и других географических факторов, средний глобальный климат достаточно стабилен во время межледниковых периодов, а изменение на 1—2 °C средней глобальной температуры исторически имело серьёзное влияние на экологический баланс и географию Земли.

### Геология

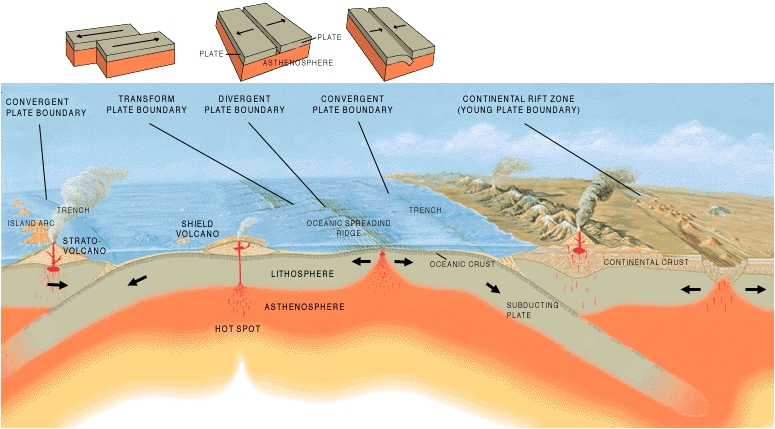
Три типа границ тектонических плит

Геология — комплекс наук о составе, строении земной коры и размещённых в ней полезных ископаемых. Комплекс наук в составе геологии занимается изучением состава, структуры, физических свойств, динамики и истории земных материалов, а также процессов, посредством которых они образуются, перемещаются и изменяются. Геология — одна из основных академических дисциплин, которая, помимо прочего, имеет важное значение для добычи минерального и углеводородного сырья, прогнозирования и смягчения последствий стихийных бедствий, расчётов в геотехнических областях и изучения климата и окружающей среды в прошлом.

### История
Солнечная система образовалась из межзвёздного газопылевого облака, в котором благодаря гравитационному сжатию возникла центральная звезда — Солнце — и окружающий его протопланетный диск. В этом диске 4,54 млрд лет назад сформировалась Земля наряду с другими планетами. Не позже, чем через несколько десятков миллионов лет с Землёй столкнулась планета размером с Марс, и из выбросов от этого удара образовалась Луна. Расплавленный наружный слой Земли со временем охлаждался, формируя твёрдую оболочку — кору. Выделение газов и вулканическая активность привели к возникновению первичной атмосферы. Конденсация водяного пара (большинство которого образовалось изо льда комет) привела к возникновению океанов и других водоёмов. После этого, около 4 млрд лет назад, высокоэнергетические химические процессы привели к возникновению самовоспроизводящейся молекулы.

Анимация разделения суперконтинента Пангея

Поверхность Земли на протяжении сотен миллионов лет менялась, время от времени образуя суперконтинент, который затем снова распадался на отдельные континенты. Примерно 750 млн лет назад начал разделяться самый древний из известных суперконтинентов — Родиния. Через некоторое время континенты снова соединились и сформировали Паннотию, которая разъединилась около 540 млн лет назад. Затем образовался последний суперконтинент — Пангея, который разделился около 180 млн лет назад.
Предполагается, что во время неопротерозойской эры было масштабное оледенение Земли, во время которого льды достигали экватора. Эта гипотеза получила название «Земля-снежок» и представляет особый интерес, поскольку это время предшествовало Кембрийскому взрыву, произошедшему около 530—540 млн лет назад, во время которого начали распространяться многоклеточные формы жизни.
После Кембрийского взрыва было пять чётко выраженных массовых вымираний. Последнее массовое вымирание произошло около 65 млн лет назад, когда, вероятно, столкновение Земли с небесным телом вызвало вымирание динозавров и других крупных рептилий. Следующие 65 млн лет привели к возникновению большого разнообразия млекопитающих.
Несколько миллионов лет назад человекообразные обезьяны в Африке приобрели способность к прямохождению. Последующее появление человека, развитие им сельского хозяйства и цивилизации повлияло на Землю сильнее, чем деятельность любого другого вида, и затронуло даже глобальный климат на планете.
В современной эпохе происходит массовое вымирание видов, называемое голоценовым вымиранием. Это самое быстрое из всех вымираний. Некоторые учёные, например Эдвард Уилсон из Гарвардского университета, считают, что разрушение человеком биосферы может привести к исчезновению половины всех видов в ближайшие 100 лет. Масштабы текущего вымирания всё ещё изучаются, обсуждаются и рассчитываются биологами.

## Атмосфера, климат и погода

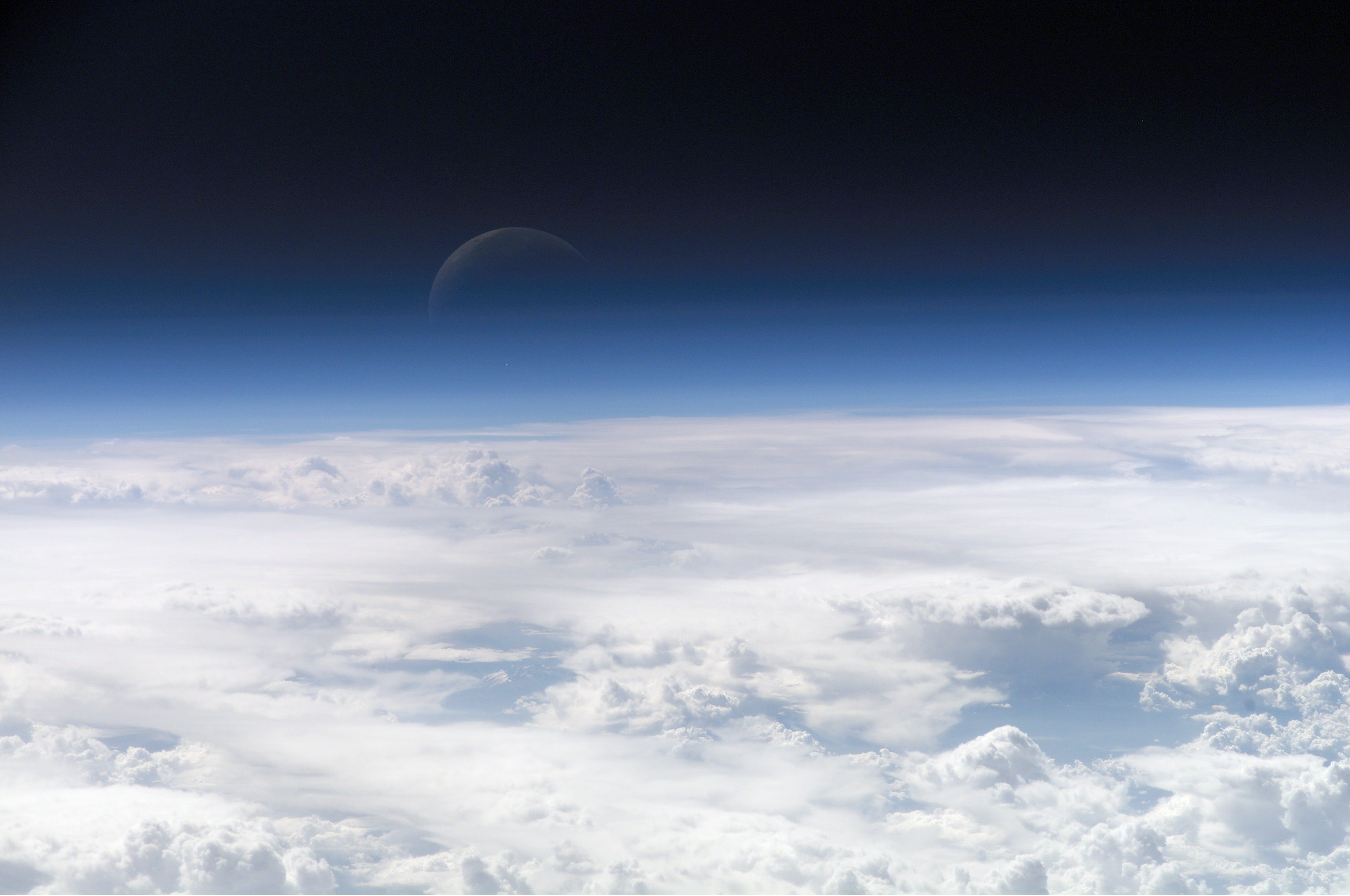
Синий свет рассеивается газами в атмосфере сильнее, чем другие дли́ны волн, тем самым придавая Земле синий ореол

Атмосфера Земли является ключевым фактором в поддержании планетарной экосистемы. Тонкий слой газов, окружающий Землю, удерживается под действием силы тяжести планеты. Сухой воздух атмосферы состоит из 78 % азота, 21 % кислорода, 1 % аргона, углекислого газа и других соединений в незначительных количествах. Также воздух содержит непостоянное количество водяного пара. Атмосферное давление снижается постепенно с увеличением высоты и на высоте около 19—20 км уменьшается до такой степени, что начинается кипение воды и межтканевой жидкости в организме человека. Поэтому с точки зрения физиологии человека, «космос» начинается уже на высоте 15—19 км. Атмосфера Земли на высоте от 11 до 50 км (в тропических широтах — 25—30 км, в умеренных — 20—25, в полярных — 15—20) имеет так называемый озоновый слой, состоящий из молекул O3,— он играет важную роль в поглощении опасного ультрафиолетового излучения, тем самым защищая всё живое на поверхности от губительного излучения. Атмосфера также сохраняет тепло в ночное время, уменьшая перепады температур.
Планетарный климат — мера долгосрочных тенденций в погоде. На климат планеты влияют различные факторы, в том числе океанические течения, поверхностное альбедо, парниковые газы, изменение солнечной светимости и изменения орбиты планеты. Согласно заключениям учёных, Земля в прошлом претерпевала кардинальные изменения климата, включая ледниковые периоды.
Климат региона зависит от ряда факторов и прежде всего от широты. Диапазон широт с подобными климатическими признаками образует климатический регион. Существует несколько таких регионов, начиная от экваториального климата и заканчивая полярным климатом южного и северного полюсов. На климат также влияют сезоны, которые возникают вследствие наклона земной оси относительно плоскости орбиты. Из-за наклона летом или зимой одна часть планеты получает большее количество солнечной энергии, чем другая. Это ситуация меняется по мере того как Земля перемещается по орбите. В любой момент времени северное и южное полушария имеют противоположные сезоны.

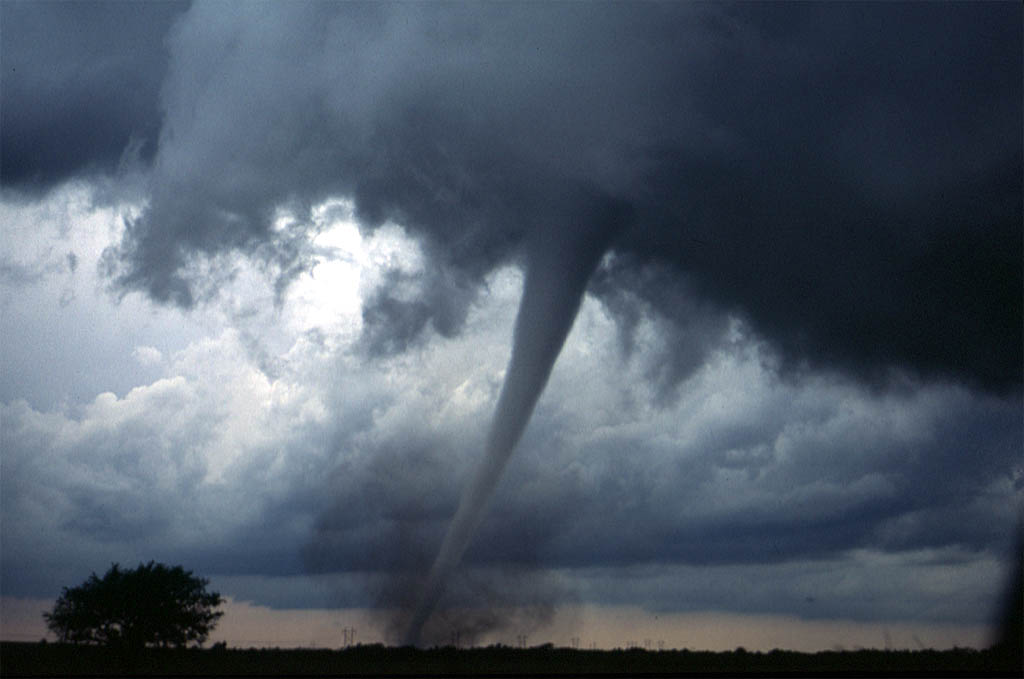
Торнадо в центральной Оклахоме

Земные погодные явления происходят почти исключительно в нижней части атмосферы (тропосфере) и служат конвективной системой перераспределения тепла. Океанические течения являются одним из важнейших факторов, определяющих климат, особенно крупные подводные термохалинные циркуляции, которые распределяют тепловую энергию от экваториальных зон к полярным регионам. Эти потоки помогают смягчить температурные различия зимы и лета в умеренных зонах. Кроме того, без перераспределения тепловой энергии с помощью океанских течений и атмосферы, в тропиках было бы гораздо жарче, а в полярных регионах — намного холоднее.
Погода может иметь как положительные, так и отрицательные последствия. Экстремальные погодные условия, такие как торнадо, ураганы и циклоны, могут выделять большое количество энергии по пути следования и причинять сильные разрушения. Поверхностная растительность развила зависимость от сезонных изменений погоды, и резкие изменения, продолжающиеся всего несколько лет, могут оказать существенное влияние как на растительность, так и на животных, которые потребляют растительность в пищу.
Погода является хаотической системой, которая легко меняется вследствие небольших изменений в окружающей среде, поэтому точные прогнозы погоды в настоящее время ограничиваются лишь несколькими днями. В настоящее время по всему миру происходят два процесса: средняя температура возрастает и региональный климат претерпевает заметные изменения.

## Вода на Земле

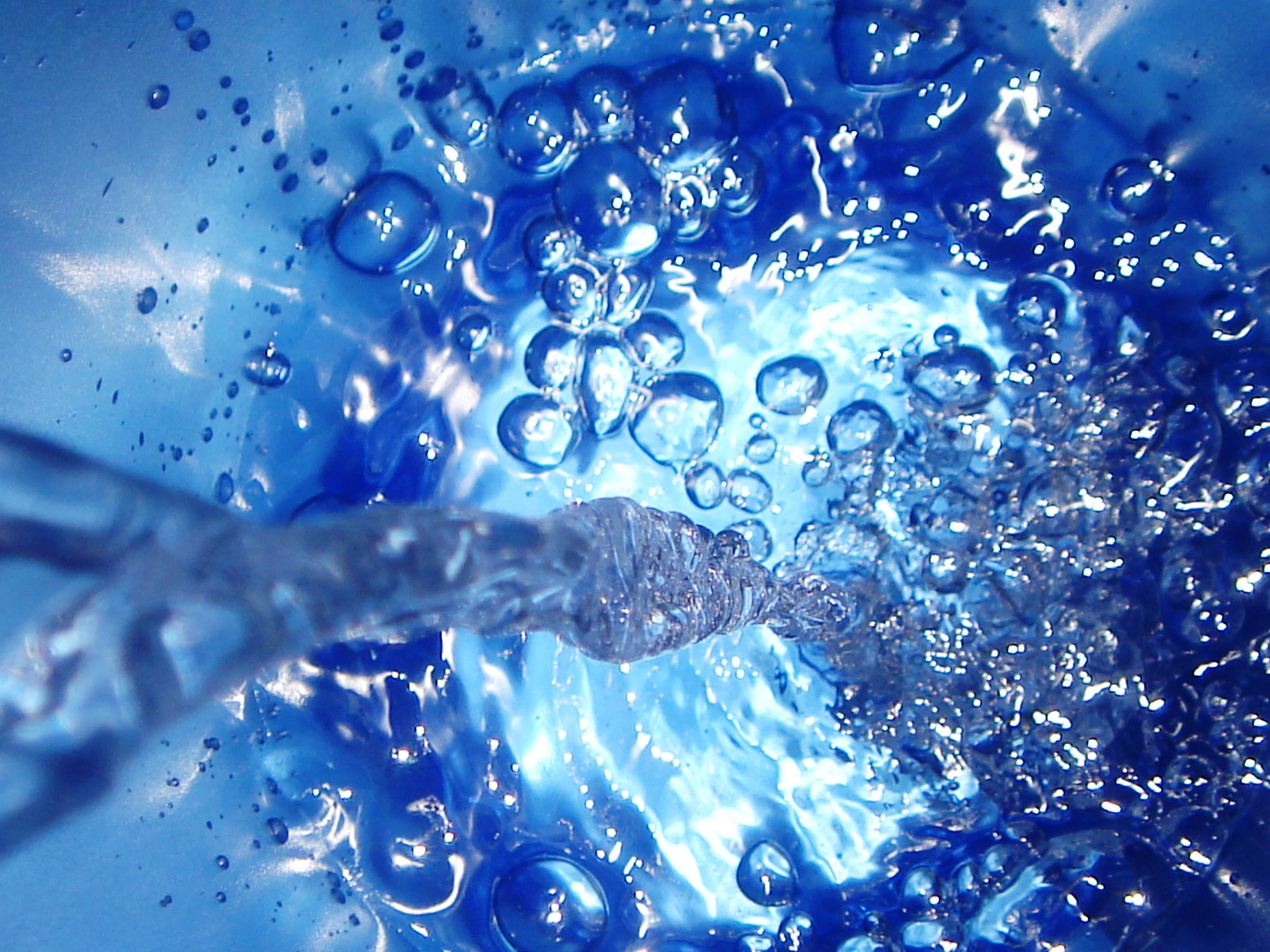
Струя воды

Вода — химическое соединение, состоящее из водорода и кислорода и необходимое для жизнедеятельности всех известных форм жизни. Обычно водой называют лишь жидкое состояние этого вещества, но существуют также твёрдое состояние (лёд) и газообразное — водяной пар. Вода покрывает 71 % поверхности Земли и сосредоточена главным образом в океанах и других крупных водоёмах. Помимо этого приблизительно 1,6 % воды находится под землёй в водоносных горизонтах и около 0,001 % — в воздухе в виде пара и облаков (образованных из твёрдых и жидких частиц воды), а также атмосферных осадков. Океаны содержат 97 % поверхностных вод, ледники и полярные шапки — около 2,4 %, реки, озёра и пруды — оставшиеся 0,6 %. Кроме того, незначительное количество воды на Земле содержится в биологических организмах и выпускаемой человеком продукции.

### Океаны

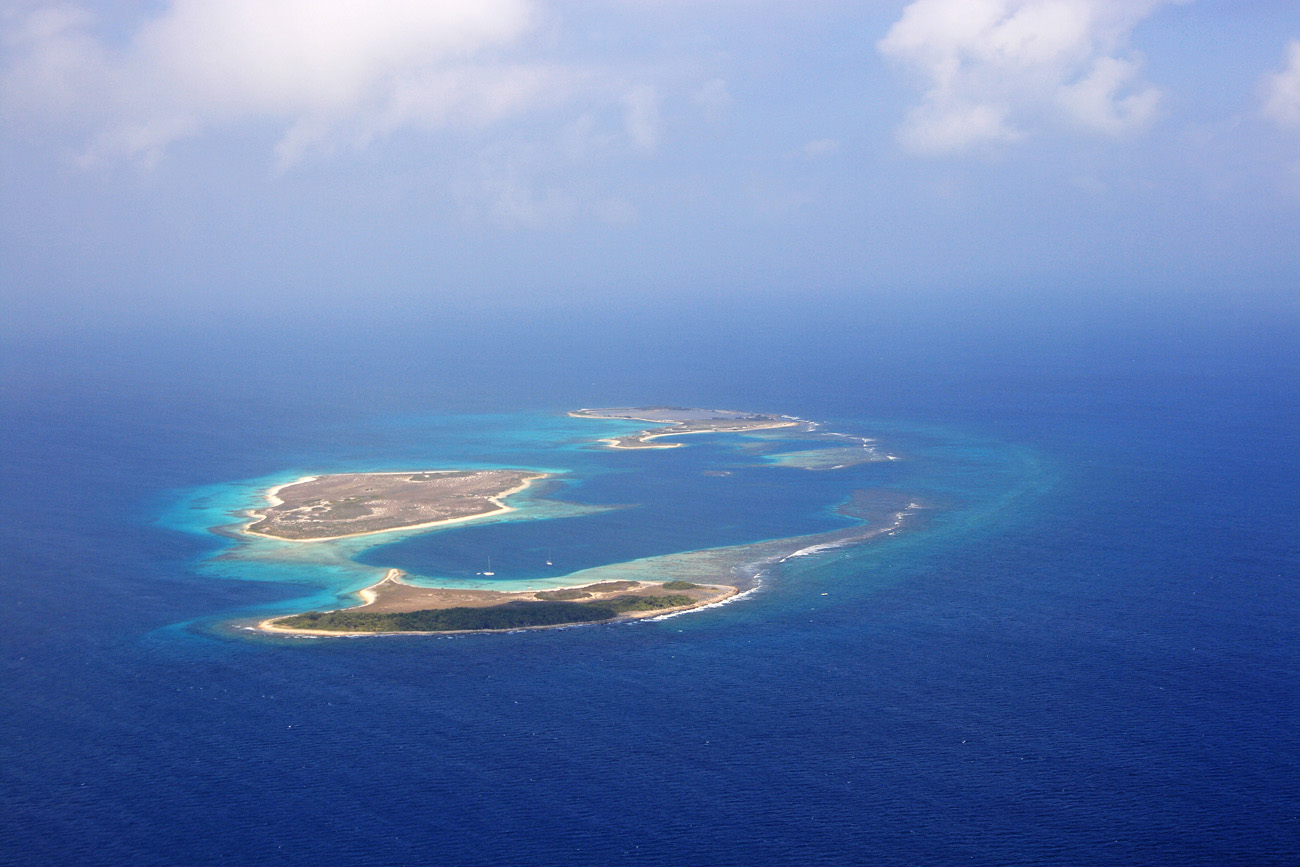
Атлантический океан с высоты птичьего полёта

Океан вмещает основную массу воды на Земле и является основным компонентом гидросферы. Хотя на нашей планете выделяют несколько океанов, они соединяются друг с другом в единый массив солёной воды, часто называемый Мировым океаном. Он покрывает около 71 % поверхности Земли (361 млн км²). Глубина на большей части территории Мирового океана превышает 3000 метров, а средняя солёность составляет около 35 частей на тысячу (ppt), то есть 3,5 %.
Основные границы океанов определены континентами, различными архипелагами и другими критериями. На Земле выделяют следующие океаны (в порядке убывания размера): Тихий океан, Атлантический океан, Индийский океан, Южный океан и Северный Ледовитый океан. Части Мирового океана, окружённые сушей или возвышениями подводного рельефа, называют морями, заливами, бухтами. На Земле также существуют солёные водоёмы, которые имеют меньший размер и не связаны с Мировым океаном. Два характерных примера — это Аральское море и Большое Солёное озеро.

### Озёра

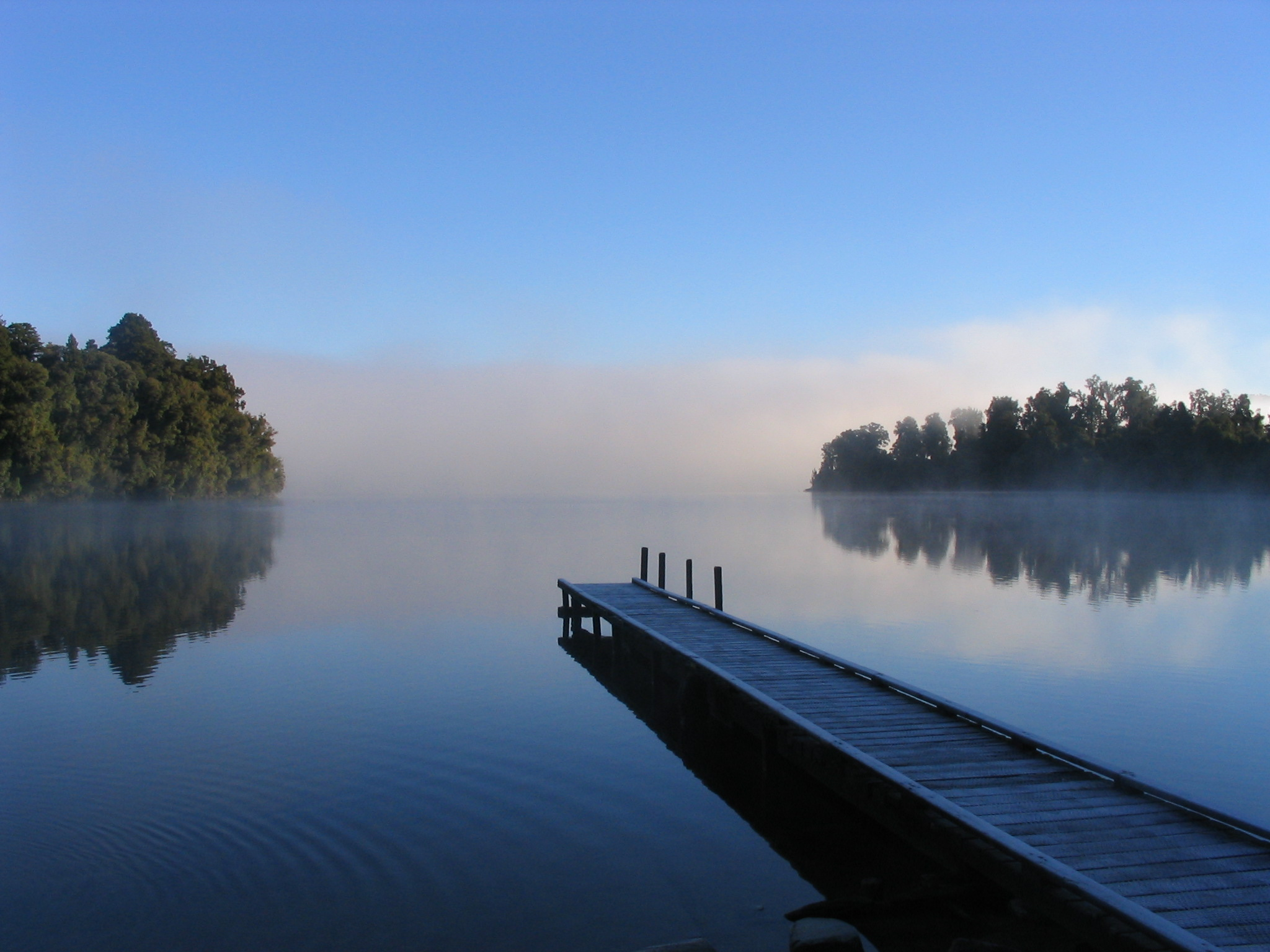
Озеро Мапурика в Новой Зеландии

Озеро — компонент гидросферы, представляющий собой естественный или искусственно созданный водоём, заполненный в пределах озёрной чаши (озёрного ложа) водой и не имеющий непосредственного соединения с морем (океаном). На Земле водоём считается озером в том случае, когда он не является частью Мирового океана, при этом он больше и глубже, чем пруд, а также питается водами рек. Единственным известным местом, помимо Земли, где осуществляется подпитка озёр внешними источниками является Титан — крупнейший спутник Сатурна. На поверхности Титана учёными обнаружены озёра этана, скорее всего, смешанного с метаном. Сейчас точно не известны источники подпитки озёр Титана, однако его поверхность прорезана многочисленными руслами рек. Естественные озёра на Земле, как правило, находятся в горных районах, рифтовых зонах, а также в зонах с продолжающимся или недавним оледенением. Другие озёра находятся в бессточных областях или вдоль направления течения больших рек. В некоторых частях земного шара озёра присутствуют в большом количестве вследствие хаотической структуры дренажа, оставшейся со времён последнего ледникового периода. Все озёра являются временными образованиями по геологическим масштабам времени, поскольку они будут медленно заполняться отложениями или выливаться из содержащих их бассейнов.

### Пруды

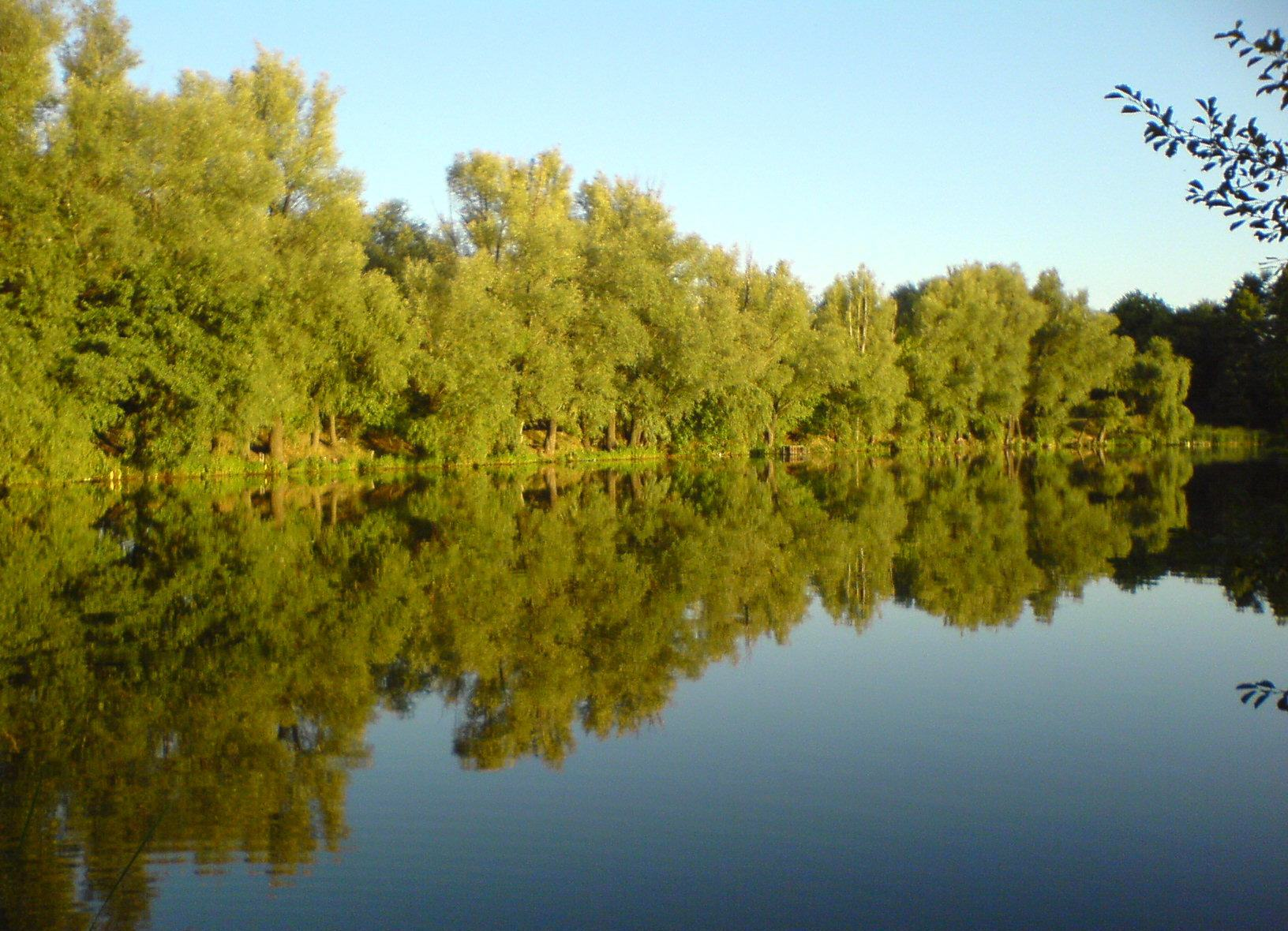
Пруд Перекошка на Слобожанщине

Пруд — водоём со стоячей водой естественного или искусственного происхождения с размерами, меньшими, чем у озера. Прудами являются разнообразные искусственные водоёмы: водные сады, предназначенные для эстетического наслаждения, рыбные пруды, предназначенные для коммерческого разведения рыбы, и солнечные пруды для хранения тепловой энергии. Пруды и озёра отличаются от ручьёв скоростью течения воды.

### Реки

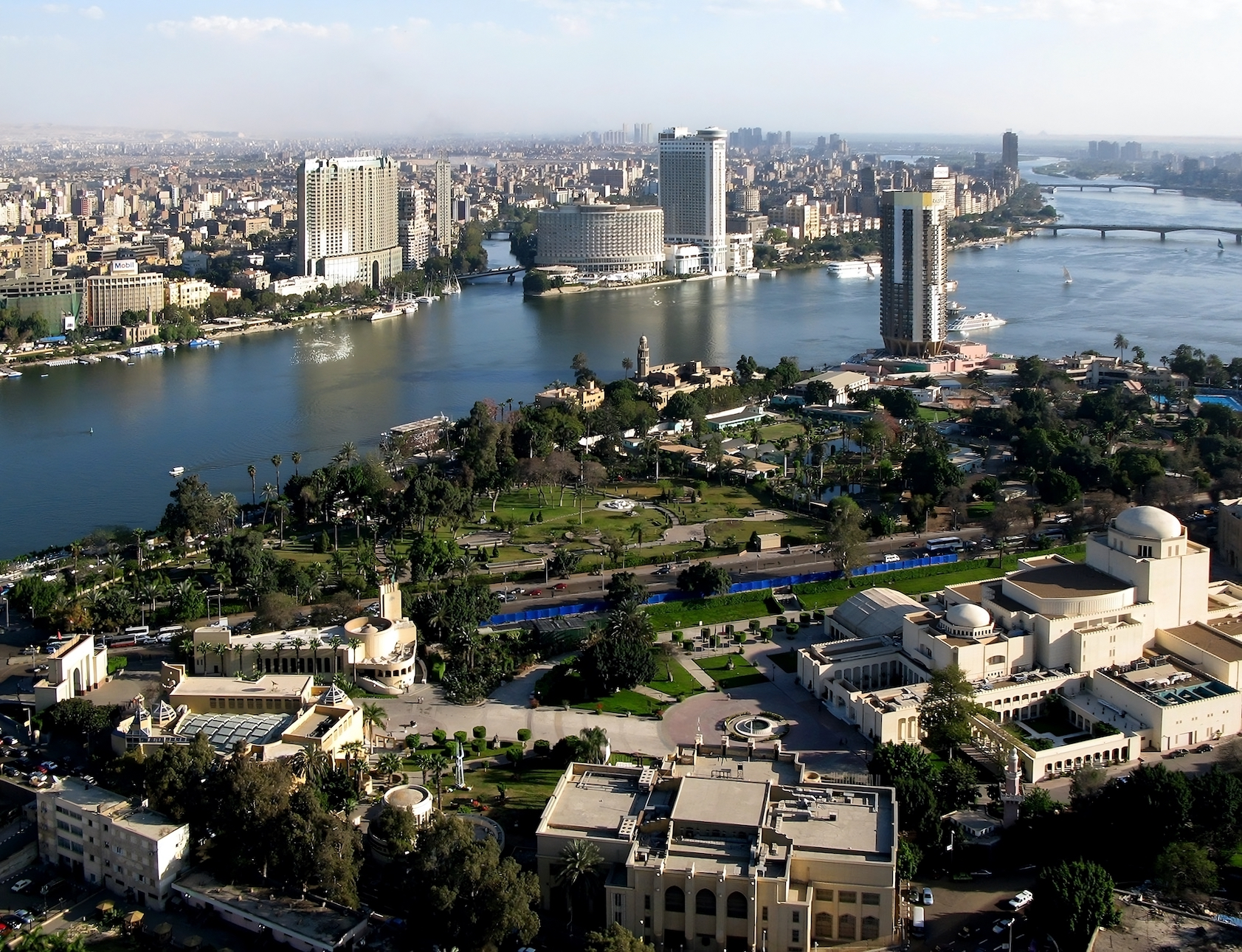
Нил в Каире — столице Египта

Река — природный водный поток (водоток), текущий в выработанном им углублении — постоянном естественном русле — и питающийся за счёт поверхностного и подземного стоков с их бассейнов. Обычно река впадает в океан, море, озеро или другую реку, но в некоторых случаях она может теряться в песках или болотах, а также полностью пересыхать, не достигнув другого водоёма. Ручей, протока, родник, источник, ключ считаются малыми реками. Река является частью гидрологического цикла. Вода в реках, как правило, собирается из осадков посредством поверхностного стока, таяния естественного льда и снежных покровов, а также из подземных вод и родников.

### Ручьи

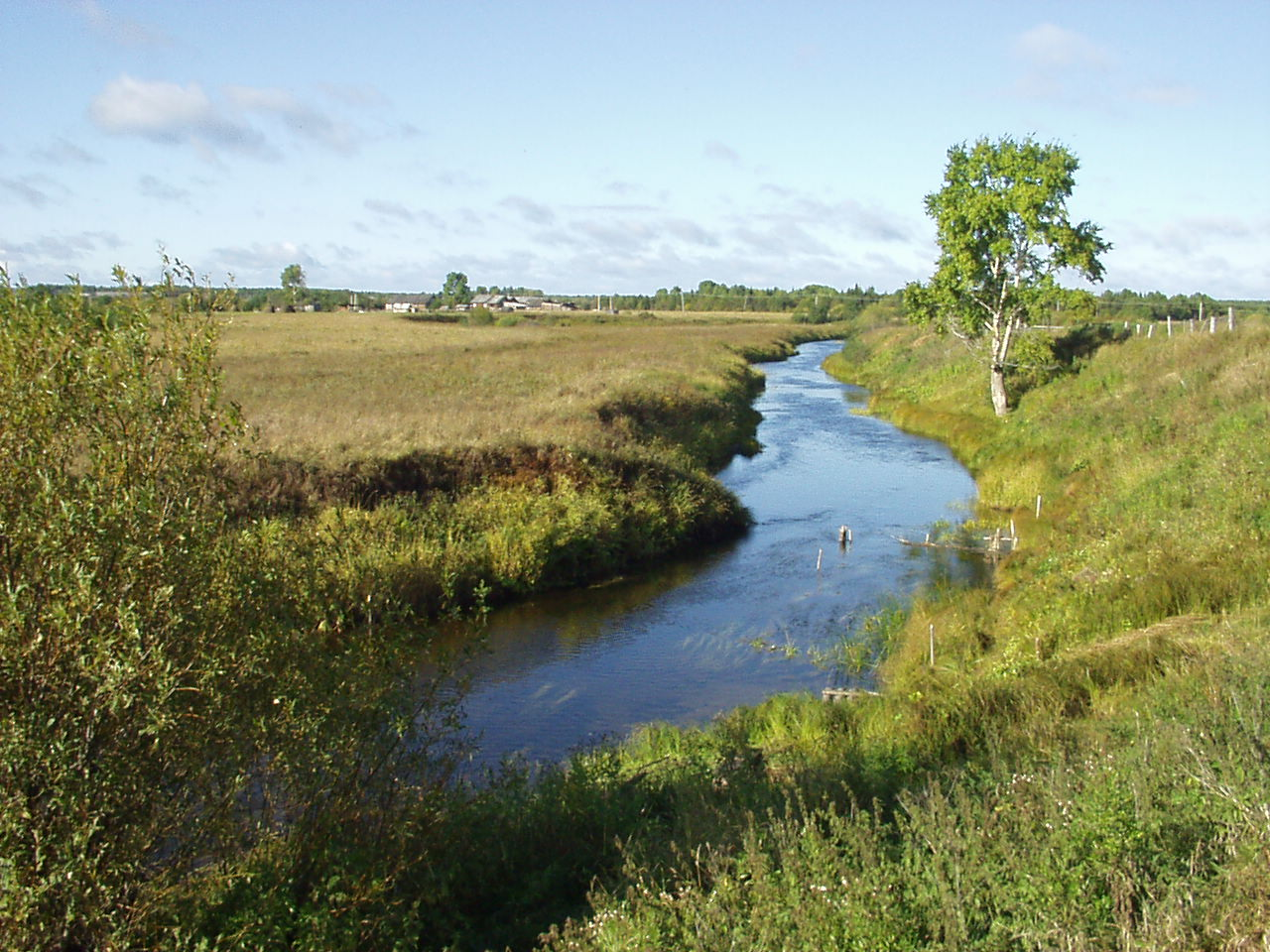
Ручей в Архангельской области

Ручей — небольшой водоток, обычно шириной от нескольких десятков сантиметров до нескольких метров. Ручьи важны в качестве каналов в круговороте воды, инструментов глубинного дренажа, а также коридоров для рыб и миграций в дикой природе. Биологическая среда обитания в непосредственной близости от ручьёв называется прибрежной зоной. Учитывая статус происходящего голоценового вымирания, ручьи играют важную роль в соединении фрагментированных мест обитания и, следовательно, в сохранении биоразнообразия. Изучение ручьёв и водных путей в целом включает многие отрасли междисциплинарных естествознания и инженерии, включая гидрологию, флювиальную геоморфологию, водную экологию (экологию водных организмов), биологию рыб, экологию прибрежных вод и другие.

## Экосистемы

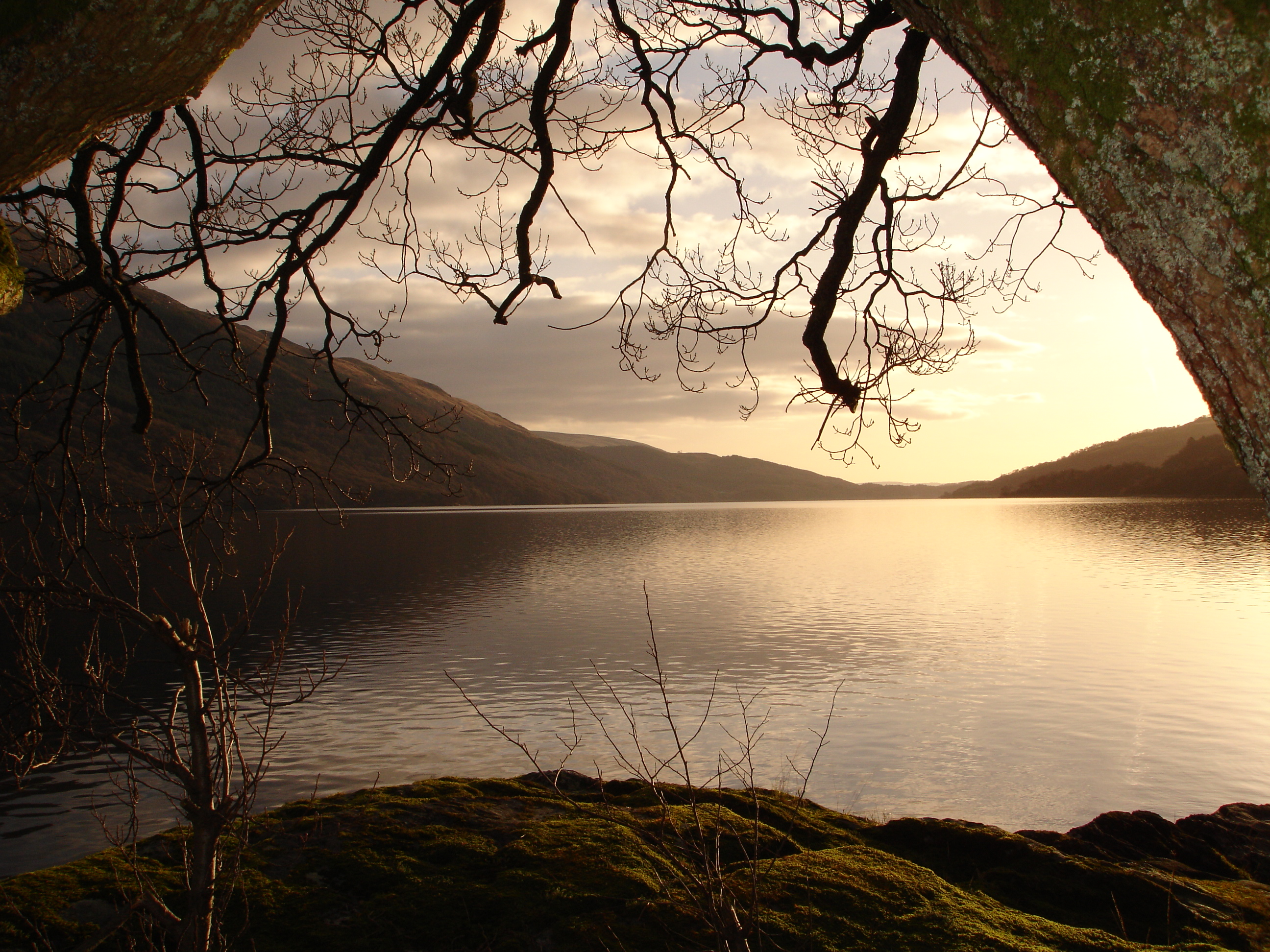
Озеро Лох-Ломонд в Шотландии образует относительно изолированную экосистему

Экосистема — биологическая система, состоящая из сообщества живых организмов (биоценоз), среды их обитания (биотоп), а также системы связей и обмена веществом и энергией между ними. Экосистемы состоят из различных абиотических и биотических компонентов, взаимосвязанных между собой. Структура и состав экосистем определяются различными факторами окружающими среды, между которыми имеется система связей, и изменение этих факторов приводит к динамическим изменениям в экосистеме. Почва, атмосфера, солнечное излучение, вода и живые организмы являются одними из наиболее важных компонентов экосистемы.
Центральной концепцией в понятии экосистемы является идея, что живые организмы взаимодействуют с любым другим элементом в их локальной среде. Юджин Одум, основатель экологии, говорил: «Любое единство, включающее все организмы (то есть „сообщество“) на данном участке и взаимодействующее с физической средой таким образом, что поток энергии приводит к чётко определённой трофической структуре, видовому разнообразию и круговороту веществ (то есть обмену веществами между биотической и абиотической частями) внутри системы, представляет собой экосистему». В пределах экосистемы виды связаны в пищевой цепи и зависят друг от друга, а также осуществляют обмен энергией и материей между собой и с окружающей средой.
Меньшее по размеру единство называется микроэкосистемой. Примером микросистемы может быть камень и разнообразная жизнь под ним. Макроэкосистема может включать в себя целый экорегион с его бассейном.

### Дикая местность

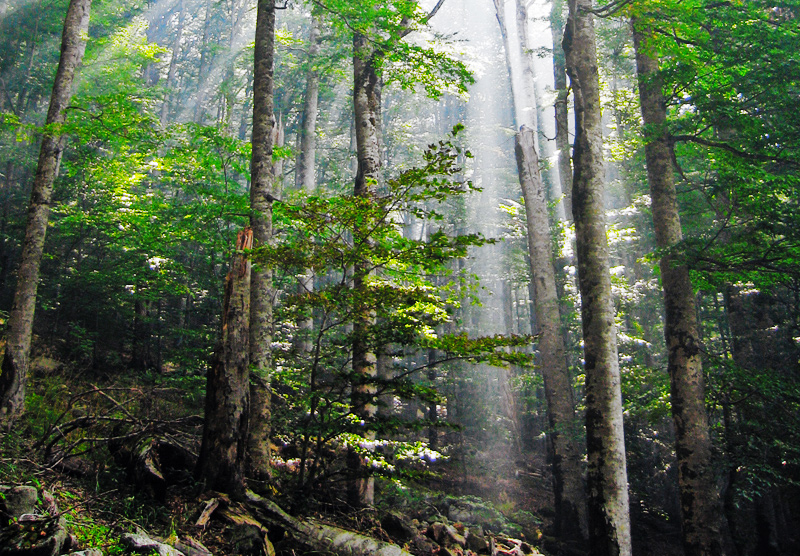
Девственные буковые леса в национальном парке Биоградская гора в Черногории

Как правило, дикой местностью (диким местом), считается район, который не был существенно изменён человеческой деятельностью. «WILD Foundation» даёт более подробное определение: «Наиболее нетронутые дикие природные территории, оставшиеся на нашей планете,— те последние действительно дикие места, которые не находятся под контролем людей и не имеют дорог, трубопроводов и другой промышленной инфраструктуры». Дикие места могут быть в заповедниках, имениях, ранчо, резервациях, заказниках, национальных парках и даже в городских районах вдоль рек, оврагов и других нетронутых человеком мест. Уголки дикой природы и охраняемые парки очень важны для выживания некоторых животных и растительных видов, экологических исследований, сохранения среды обитания и отдыха человека. Некоторые писатели считают, что дикие места являются жизненно важными для души человека и творческого потенциала, а некоторые экологи рассматривают дикую местность в качестве неотъемлемой части самоподдерживающейся природной экосистемы планеты — биосферы. Дикие места также могут сохранять исторические генетические черты и предоставлять среду обитания для дикой флоры и фауны, которую трудно воссоздать в зоопарках, дендрариях или лабораториях.

## Жизнь

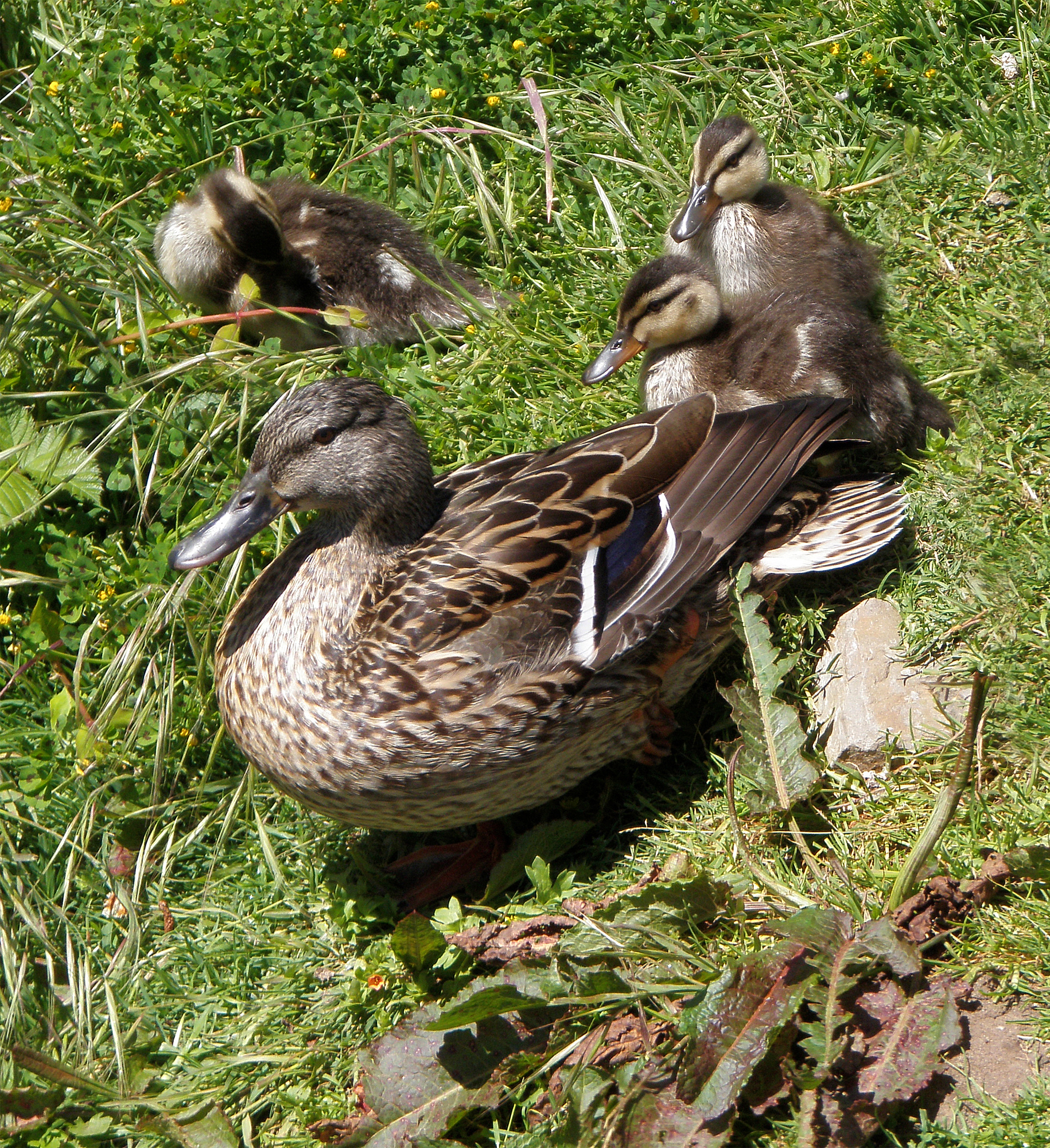
Дикая утка с утятами — размножение необходимо для продолжения жизни

На текущий момент нет единого мнения касательно понятия жизни, однако учёные в целом признают, что биологическое проявление жизни характеризуется организацией, метаболизмом, ростом, адаптацией, реакцией на раздражители и воспроизводством. Также можно сказать, что жизнь является характеристикой состояния организма.
Свойства, характерные для земных организмов (растений, животных, грибов, простейших, архей и бактерий), следующие: они состоят из клеток на углеродо-водной основе со сложной организацией, имеют метаболизм, способность к росту, реагированию на раздражители и воспроизводству. Сущность, обладающая такими свойствами, как правило, считается жизнью. Однако не в каждом определении жизни утверждается, что все эти свойства необходимы.
Оболочку Земли, заселённую живыми организмами, называют биосферой. Биосфера включает землю, поверхностные породы, воду, воздух и атмосферу,— всё то, в рамках чего существует жизнь, и что, в свою очередь, изменяют или трансформируют биотические процессы. С широкой геофизиологической точки зрения, биосфера — это глобальная экологическая система, объединяющая всех живых существ и их связи, включая взаимодействие с элементами литосферы (пород), гидросферы (воды) и атмосферы (воздуха). В настоящее время вся Земля содержит более 75 млрд тонн биомассы (жизни), которая живёт в различных средах в биосфере.
Свыше 90 % от общей биомассы на Земле составляют растения, от которых в значительной степени зависит жизнь животных. На сегодняшний день выявлено более 2 млн видов растений и животных, а оценки фактического числа существующих видов варьируются в диапазоне от нескольких миллионов до более чем 50 миллионов. Число видов постоянно меняется с появлением новых видов и исчезновением других. Общее число видов в настоящее время быстро снижается.

### Эволюция

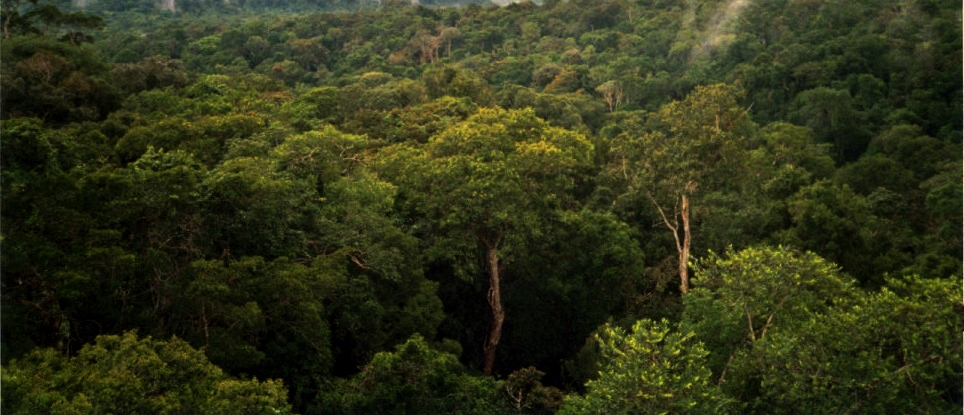
Тропические леса Амазонии в Бразилии. Тропические леса Южной Америки содержат наибольшее разнообразие видов на Земле

В настоящий момент доподлинно известно только о существовании жизни на Земле (см. статью «Астробиология»). Возникновение жизни — всё ещё недостаточно изученный процесс, но как полагают учёные, это произошло около 3,9—3,5 млрд лет назад во время катархея или архея, когда условия окружающей среды существенно отличались от нынешних. Первоначальные формы жизни обладали основными механизмами саморепликации и наследуемыми признаками. Как только зародилась жизнь, процесс эволюции посредством естественного отбора привёл к развитию всё более разнообразных форм жизни. Виды, которые не смогли адаптироваться к изменениям окружающей среды и конкуренции со стороны других форм жизни, вымерли, однако из окаменелостей можно получить информацию о многих древних организмах.
Появление фотосинтеза у простейших форм растительной жизни по всему миру позволило создать условия на планете для развития более сложной жизни. Образующийся в результате реакции фотосинтеза кислород накапливался в атмосфере, что дало начало образованию озонового слоя. Объединение меньших клеток в более крупные структуры привело к развитию ещё более сложных клеток, называемых эукариотами. Клетки в колониях становились более специализированными, что привело к появлению истинно многоклеточных организмов. С появлением озонового слоя, поглощающего вредное ультрафиолетовое излучение, жизнь распространилась по всей Земле.

### Микроорганизмы

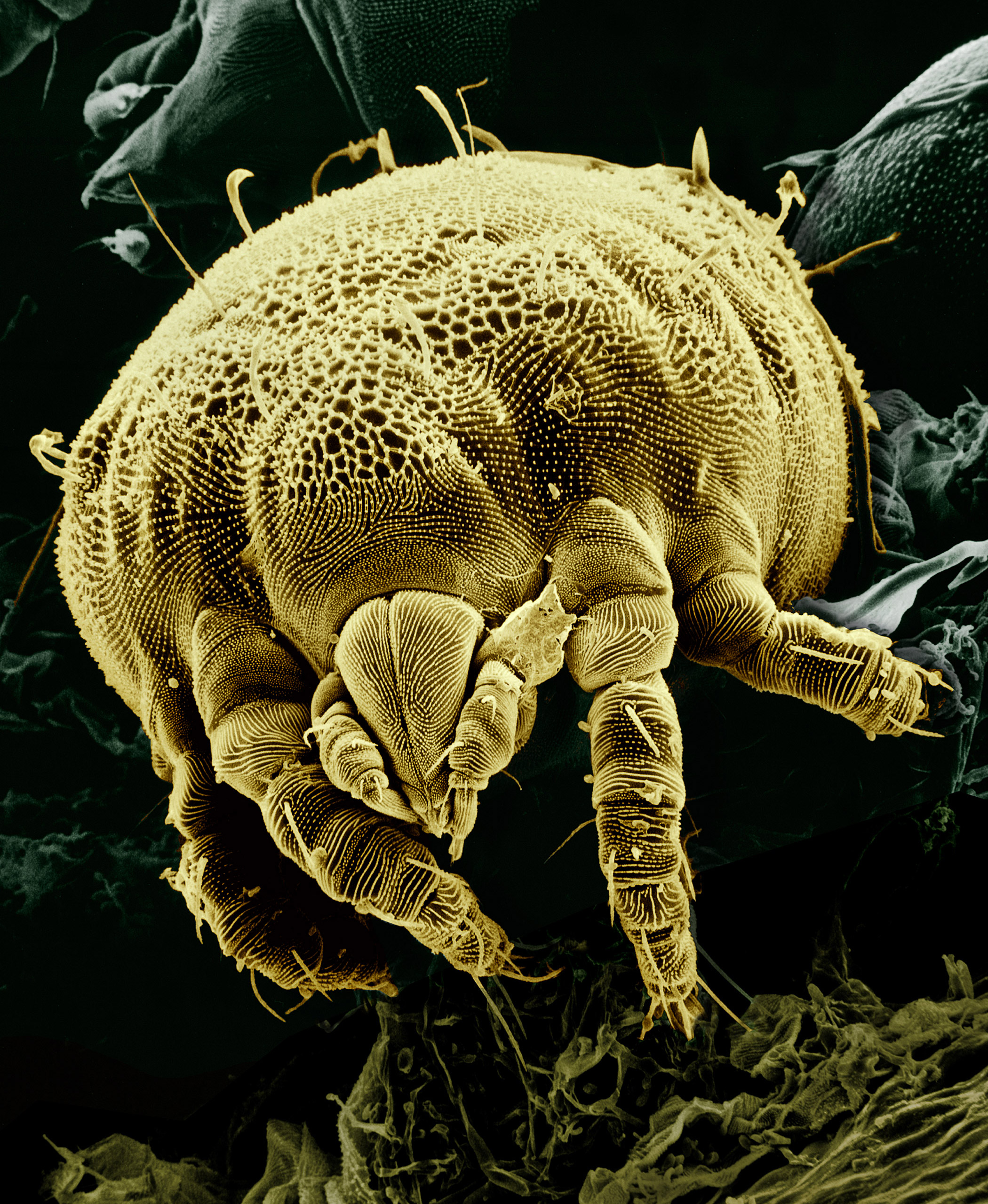
Микроскопический клещ Lorryia formosa

Первой формой жизни, которая развилась на Земле, были микроорганизмы, и они оставались единственной формой жизни на планете примерно до миллиарда лет назад, когда стали появляться многоклеточные организмы. Микроорганизмы — это организмы микроскопических размеров (обычно одноклеточные), включающие бактерий, архей, большинство протистов и многие грибы.
Эти формы жизни можно найти практически в любом месте на Земле, где есть вода, в том числе внутри горных пород. Они быстро размножаются. Сочетание высокой скорости мутации и способности горизонтального переноса генов делает их хорошо адаптируемыми и способными выжить в новых условиях, включая космическое пространство. Они составляют существенную часть планетарной экосистемы, хотя некоторые микроорганизмы являются патогенными и представляют угрозу для здоровья других организмов.

### Растения и животные

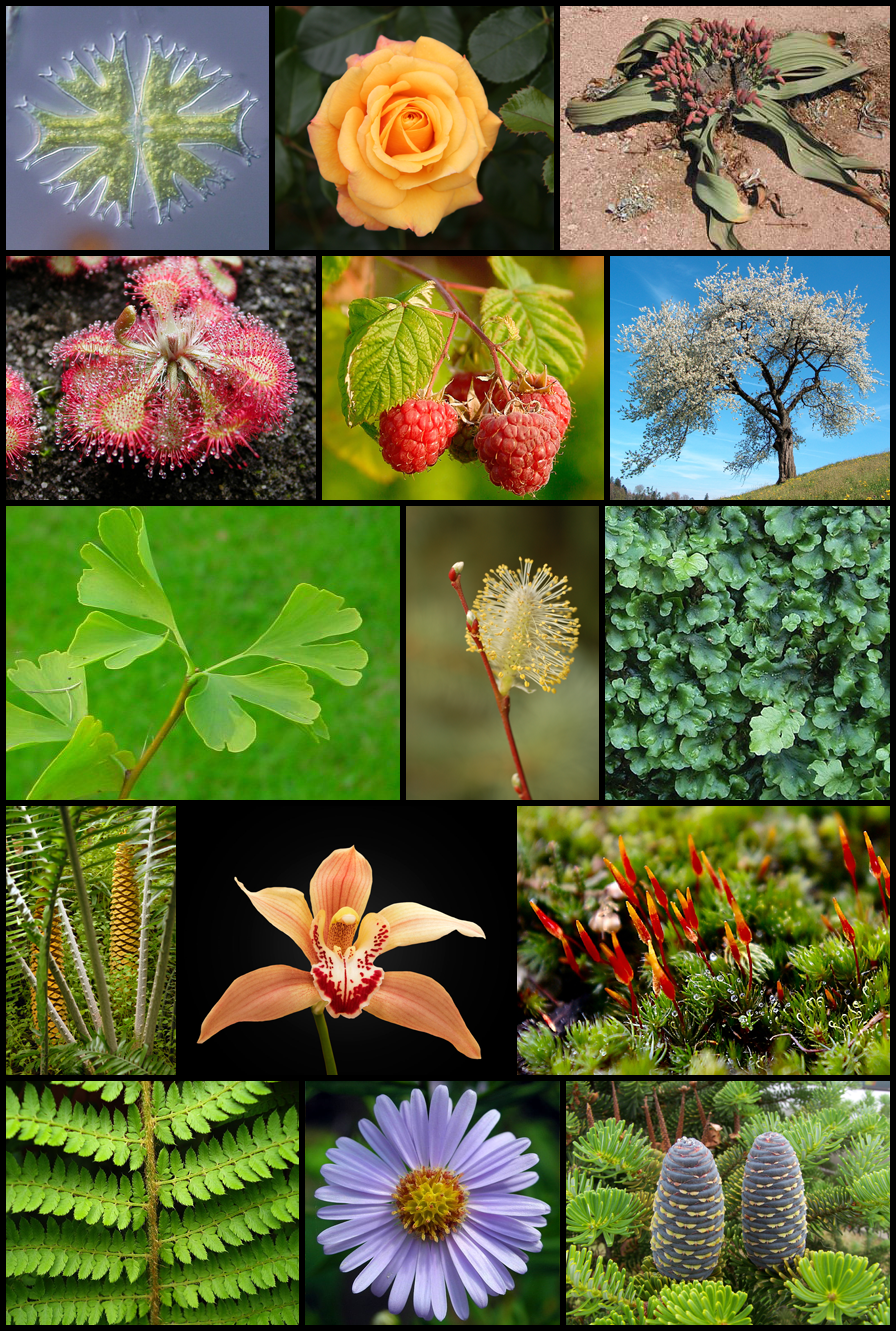
Разнообразие видов растений

Ещё в древности люди делили все живые организмы на животных и растения. Аристотель классифицировал животных в своей работе «История животных», а его ученик Теофраст написал параллельную работу о растениях — «История растений». Позднее, в XVIII веке Карл Линней разделил природный мир на три «царства»: минеральное, растительное (лат. Regnum Vegetabile) и животное (Regnum Animale), использовав четыре уровня («ранга»): классы, отряды, роды и виды. В 1969 году Роберт Хардинг предложил систему классификации с пятью царствами, которая пользуется популярностью и сейчас. Она основывается на различиях организмов в питании: представители царства растений — многоклеточные автотрофы, животные — многоклеточные гетеротрофы, грибы — многоклеточные сапротрофы. Царства протистов и бактерий включают в себя одноклеточные и простейшие организмы. Все пять царств разделены на надцарства эукариоты и прокариоты — в зависимости от того, имеют ли клетки этих организмов ядро.

| Прокариоты | Царство Бактерии |
|            | Царство Бактерии |
| Эукариоты  | \| \| Царство Протисты \| \| \| \| \| \| Царство Растения \| \| \| \| \| \| Царство Грибы \| \| \| \| \| \| Царство Животные \| \| \| \| |
|            | \| \| Царство Протисты \| \| \| \| \| \| Царство Растения \| \| \| \| \| \| Царство Грибы \| \| \| \| \| \| Царство Животные \| \| \| \| |
|            | Царство Протисты |
|            | |
|            | Царство Растения |
|            | |
|            | Царство Грибы |
|            | |
|            | Царство Животные |
|            | |

|  | Царство Протисты |
|  |                  |
|  | Царство Растения |
|  |                  |
|  | Царство Грибы    |
|  |                  |
|  | Царство Животные |
|  |                  |

## Время

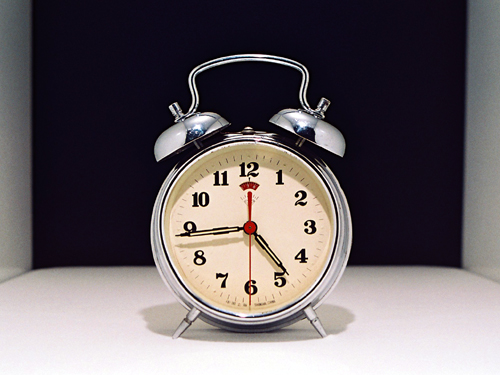
Для отслеживания времени используется хронометр — например, будильник

Время — форма протекания физических и психических процессов, условие возможности изменения.
В философии — это необратимое течение (протекающее лишь в одном направлении — из прошлого, через настоящее в будущее), внутри которого происходят все существующие в бытии процессы, являющиеся фактами. Тем не менее, существуют теории с симметричным временем, например, теория Уилера — Фейнмана.

## Природа в искусстве

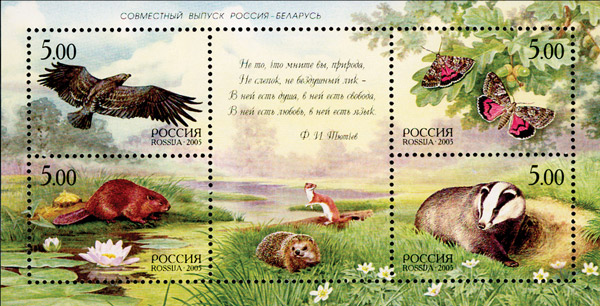
Совместный почтовый выпуск России и Беларуси 2005 года с картинами природы и строчками стихотворения Ф. И. Тютчева о природе: «Не то, что мните вы, природа,
// Не слепок, не бездушный лик — // В ней есть душа, в ней есть свобода,
// В ней есть любовь, в ней есть язык»

Тема природы в искусстве в наиболее полной мере раскрывается в эпоху романтизма. В искусстве природа часто наделяется человеческими чертами, устремлениями, волей. Природа выступает в качестве неразумного, инстинктивного начала, противостоящего человеческому духу. Природа также трактуется как исток, первобытное состояние мира, поэтому иногда считается, что ей свойственна девственность и чистота. Уставший от цивилизации человек ищет успокоение на лоне природы. В XX веке появляется тема природы, мстящей человеку в виде стихийных бедствий. Современное неоязычество во многом является культом природы. Многообразие и сложность природных явлений и структур позволяют говорить о её мудрости и способности быть учителем для людей.
Некритичный перенос антропоморфизации природы из области искусства в научные и учебные тексты вносит в них элемент мистицизма, подменяя объяснение причин явлений отсылками на волю и разум Природы.

## Природа и времена года
Природа, как и любая другая органическая среда, находится в постоянном развитии и движении. Главная особенность природы — это её цикличность, последовательная смена сезонов, где пробуждаемые процессы постепенно сменяют замедляемые, от фазы роста и развития в фазу сна и замедления процессов. Смену сезонов природы в течение круглого года называют временами года — весна, лето, осень, зима. Времена года природы, как физические явления смены сезонов, привлекают не только учёных, но и вдохновляли немало деятелей культуры и искусства — поэтов, прозаиков, художников и музыкантов. Именно временам года природы посвящено множество стихов, прозы, тема смены настроения и облика природы раскрывалась и в художественных, и в музыкальных (например, в «Четырёх временах года» Антонио Вивальди и других) образах восприятия человеком силы и красоты природы.